# Lanfranco de Milán
Ugo Lanfranco de Milán, conocido también como Guido Lanfranchi, fue un médico y cirujano italiano.  Nació en Milán  alrededor de 1250  y murió en  París alrededor de 1310.
Alumno de Guillermo de Saliceto, comenzó a practicar el arte médico en Milán, que tuvo que abandonar por razones políticas. Luego fue a Francia a Lyon,  viviendo luego en París. El hecho de que viniera de la escuela boloñesa, considerada en ese momento insuperable (frecuentada por Guy de Chauliac y Henri de Mondeville) , lo hizo famoso en una ciudad donde la cirugía todavía era practicada por empíricos y vendedores ambulantes .
Sus trabajos: Cirugía de Parva y Cirugía Magna se consideran los primeros tratados de cirugía aparecidos en Francia. En ellos, Lanfranco informa el conocimiento de la época en el campo quirúrgico enriqueciéndola con sus propias observaciones originales. Se considera el inventor del punto quirúrgico tal como se conoce y utiliza hoy.
Es considerado uno de los fundadores de la escuela de cirugía parisina.